# Префектура Ехиме
Префектура Ехиме (Јапански:愛媛県; Ehime-ken) се налази на северозападном делу острва Шикоку. Главни град је Мацујама.